# Талько-Гринцевич Петро Антонович
Петро Антонович Талько-Гринцевич (1891 – 1952) –  радянський фізик, представник української  школи методики фізики, професор.

## Біографія
П. А. Талько-Гринцевич народився 20 червня (2 липня)  1891 року в Омську.
У 1916 році закінчив фізико-математичний факультет Московського університету. 
Працював заступником завідувача гідрохімічного відділу Всеросійського земського союзу у Мінську, де виконав перше наукове дослідження на тему «Про гідрохімічний аналіз питних вод в районі Західного фронту».
Упродовж 1918 – 1919 років працював у відділі народної освіти Конотопа, викладав математику і фізику в учительській семінарії та чоловічій гімназії міста Білопілля Харківської губернії.
У 1921 році був призначений заступником завідувача індустріально-технологічного відділу Народного комісаріату освіти УРСР, викладав у Харківському технологічному інституті. В 1923 році був переведений до Одеського інституту народної освіти на посаду професора фізики. Читав курси лекцій з фізики, рентгенології, радіології.  Брав активну участь в організації Фізичного інституту в Одесі. У 1926 році затверджений у вченому званні професора.
Наприкінці 1929 року очолив рентгенівську лабораторію Інституту прикладної мінералогії в Харкові. У 1930-х роках працював інспектором науково-технічних установ Вищої Ради народного господарства УРСР. Очолював фізико-технічну лабораторію Інституту споруд.
Упродовж 1933 – 1938 років завідував кафедрою фізики Білоруського садово-городнього інституту у Мінську,  викладав фізику у сільськогосподарському інституті  у Горькому.
В 1938 році переїхав до Новосибірська, де працював завідувачем кафедри фізики в інженерно-будівельному та сільськогосподарському інститутах.
Помер 29 жовтня 1952 року у Новосибірську.

## Наукова діяльність
Одним із перших у вітчизняній дидактиці фізики показав необхідність актуалізації загальних питань методології та методики навчання.
У 1927 році в «Записках Одеського інституту народної освіти» опублікував працю «Короткий начерк головних питань методики та методології фізики з точки зору діалектичного матеріалізму», в якій підкреслив важливе значення як експериментальних, так і теоретичних методів фізичної науки, необхідність ознайомлення з ними учнів та студентів у процесі навчання фізики. Такі підходи були реалізовані у виданому в 1931 році підручнику «Нарис фізики».
Зосереджував свої зусилля на наукових дослідженнях із рентгенофізики. Вивчав вплив рентгенівського випромінювання на електропроводність органічних рідин та організм людини, а також питання захисту від нього. 

##### Праці
- Выпрямитель тока высокого напряжения типа вольтовой дуги/ П. А. Талько-Гринцевич.// Журнал науково-дослідних кафедр в Одесі.   – 1924.  –  Т. 1, № 8-9.  –  С. 76 - 77.
- Короткий начерк головних питань методики та методології фізики з точки зору діалектичного матеріалізму/П. А. Талько-Гринцевич. // Записки Одеського інституту народної освіти. – 1927. – Т. I.  – С. 210 –223.

- Досліди на проникність рентген-променів крізь одеський будівельний камінь/П. А. Талько-Гринцевич. // Науково-технічний вісник. – 1928. – № 10. – С. 433.

- Раціональний захист від рентген-променів/ П. А. Талько-Гринцевич.// Науково-технічний вісник. – 1930. – № 3.– С. 85.

- Нарис фізики: посібник для учнів та вчителів/П. А. Талько-Гринцевич. – Х. –  К.: Радянська школа, 1931. – 156 с.

## Нагороди
- Медаль «За доблесну працю у Великій Вітчизняній війні 1941-1945 рр.».